# Tropidion periboeoides
Tropidion periboeoides är en skalbaggsart som först beskrevs av Thomson 1867.  Tropidion periboeoides ingår i släktet Tropidion och familjen långhorningar. Inga underarter finns listade i Catalogue of Life.